# 長野県立白馬高等学校
もしかして
- 長野県白馬高等学校

ではありませんか？